# 五倍子蚜
五倍子蚜（学名：Schlechtendalia chinensis），又名角倍蚜，为綿癭蚜科子蚜屬下的一个种。

## 外部連結
- 五倍子 Wubeizi（页面存档备份，存于） 中藥材圖像數據庫 (香港浸會大學中醫藥學院)